# Charleroi (okręg)
Charleroi (fr. Arrondissement administratif de Charleroi, nld. Arrondissement Charleroi, niem. Bezirk Charleroi) – okręg w północnej Belgii, w Regionie Walońskim, w prowincji Hainaut.  

## Podział administracyjny
Okręg podzielony jest na dwanaście gmin (nld. gemeente, fr. commmune, niem. Gemeinde), w skład których wchodzą 52 dzielnice (deelgemeente)
| - Aiseau-Presles - Aiseau - Pont-de-Loup - Presles - Roselies - Chapelle-lez-Herlaimont - Godarville - Piéton - Charleroi, miasto - Couillet - Dampremy - Gilly - Gosselies - Goutroux - Jumet - Lodelinsart - Marchienne-au-Pont - Marcinelle - Monceau-sur-Sambre - Montignies-sur-Sambre - Mont-sur-Marchienne - Ransart - Roux - Châtelet, miasto - Bouffioulx - Châtelineau - Courcelles - Gouy-lez-Piéton - Souvret - Trazegnies - Farciennes - Pironchamps | - Fleurus, miasto - Brye - Heppignies - Lambusart - Saint-Amand - Wagnelée - Wanfercée-Baulet - Wangenies - Fontaine-l’Évêque, miasto - Forchies-la-Marche - Leernes - Gerpinnes - Acoz - Gougnies - Joncret - Loverval - Villers-Poterie - Les Bons Villers - Frasnes-lez-Gosselies - Mellet (Mellenfeld) - Rèves - Villers-Perwin - Wayaux - Montigny-le-Tilleul - Landelies - Pont-à-Celles - Buzet - Liberchies - Luttre - Obaix - Thiméon - Viesville |